# Nikolaj Rumjancev
Nikolaj Petrovič Rumjancev, in russo Никола́й Петро́вич Румя́нцев?, spesso scritto Romanzov (San Pietroburgo, 3 aprile 1754 – San Pietroburgo, 3 gennaio 1826), è stato un politico, diplomatico e nobile russo.
È stato ministro degli affari esteri e cancelliere del governo imperiale russo.

## Biografia

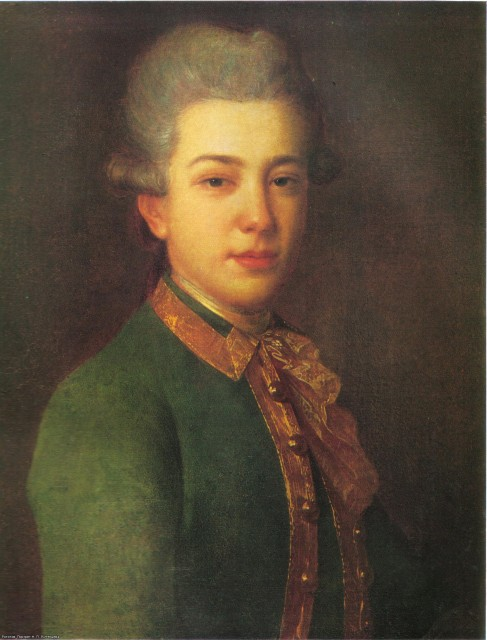
Ritratto del giovane Nikolaj Rumjancev

Figlio di Pëtr Rumjancev-Zadunajskij e di sua moglie Ekaterina Michajlovna Golicyna, era fratello minore del generale Michail Rumjancev-Zadunajskij e fratello maggiore del diplomatico Sergej Rumjancev-Zadunajskij.
Nel 1760 decise di intraprendere la carriera militare e venne arruolato nel reggimento delle guardie a cavallo dello zar, venendo trasferito dal 1768 al reggimento della guardia di Semyonov. Il 1º gennaio 1769 ricevette il grado di tenente ed il 1º agosto quello di cadetto da camera, iniziando il proprio servizio a corte presso la zarina Caterina II di Russia.
Dal 14 aprile 1774 al 6 settembre 1776, per completare la sua educazione, viaggiò in tutta Europa con Friedrich Melchior von Grimm, frequentando alcune lezioni presso l'Università di Leida ed incontrando Voltaire. Il 5 maggio 1779 ricevette il grado di ciambellano.
Tra il 1781 ed il 1795 fu ambasciatore presso Francoforte sul Meno e dal 1º gennaio 1791 venne ammesso tra i consiglieri privati della zarina. Nel 1792, su incarico speciale dell'imperatrice, ottenne il compito di cercare moglie per i suoi due nipoti, Alessandro e Costantino. Tra il 1793 ed il 1795 fu ambasciatore di Caterina II presso il futuro re di Francia, Luigi XVIII. Nel novembre del 1795, quando tornò a San Pietroburgo, venne nominato membro della commissione speciale istituita per modificare il tasso delle monete in rame prodotte nell'impero. L'11 aprile 1796 venne nominato direttore della Banca di Prestito di Stato e contemporaneamente venne prescelto quale senatore dell'impero.
Il 16 novembre 1796, venne nominato ciambellano presso la corte imperiale e dal 22 novembre successivo divenne ufficiale della corte suprema. Dal 21 agosto 1801 al 18 aprile 1809 fu direttore del dipartimento idrico e uno dei suoi maggiori successi in questo campo fu la costruzione del sistema di collegamento tra il Volga ed il Mar Baltico (aperto nel 1810).
Dall'8 settembre 1802 al 25 luglio 1810 fu ministro del commercio, carica nella quale si distinse per l'adozione di misure volte a promuovere la Russia in campo commerciale nel mondo. Sotto la sua guida, si iniziò lo sviluppo di una nuova tariffa doganale, che prevedeva, in particolare, la libertà di esportazione e la restrizione dell'importazione di grano; sotto la sua gestione vennero effettuati dei lavori per migliorare la navigazione lungo i fiumi Bug, Don e Dvina occidentale, e vennero costruiti i canali Berezinskij, Ivanovskij, Mariinskij, Svirskij. Rumjancev, in qualità di ministro del commercio, propose l'invio di un'ambasciata a Pechino con lo scopo di ottenere per la Russia il diritto al commercio presso Guangzhou, espandere il commercio russo creando un unico circolo tra il Nord America, la Kamchatka, la costa di Ochotsk e la Cina ed ottenere un permesso per le navi russe di navigare lungo il fiume Amur.

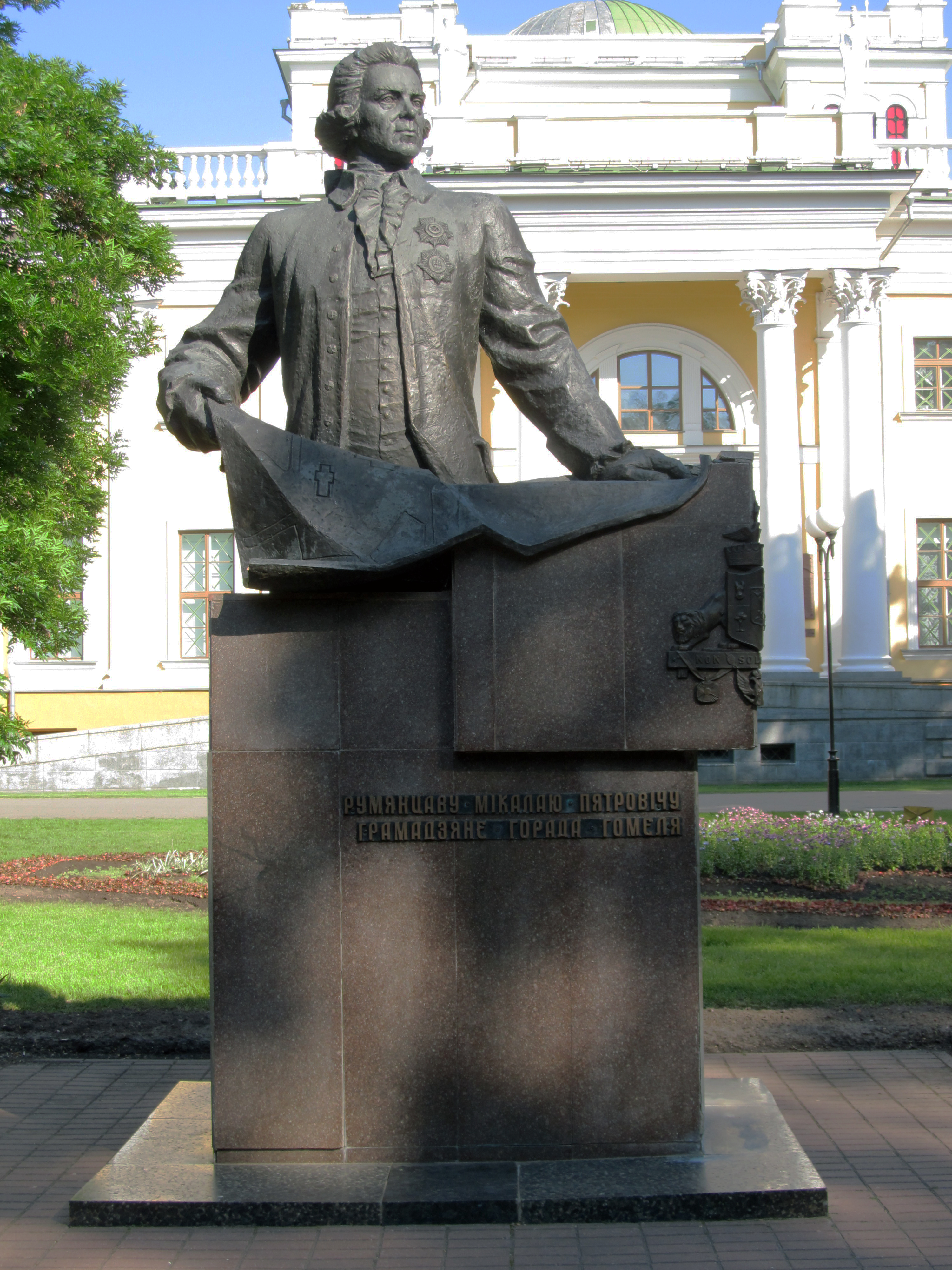
Monumento a Nikolay Rumyantsev a Homel

Dal 12 febbraio 1808 al 1 agosto 1814 fu ministro degli affari esteri. Francofilo convinto, sostenne rapporti amichevoli con Napoleone Bonaparte. Dopo l'attacco francese alla Russia, Rumjancev ebbe un colpo apoplettico che gli provocò una significativa perdita dell'udito. Il 5 settembre 1809 concluse il trattato di pace di Friedrichsgam che assicurò il controllo della Finlandia alla Russia.
Il 7 settembre 1809 venne elevato all'incarico di cancelliere dell'Impero russo, la massima carica istituzionale dopo lo zar.
Il 24 marzo 1812 concluse la pace di San Pietroburgo con la Svezia ed il 6 luglio di quello stesso anno concluse la pace di Orebro con la Gran Bretagna, alleandosi dall'8 luglio con la Spagna. Vedendo il proprio disegno di alleanza con la Francia ormai fallito e la necessità da parte dello zar di proseguire la propria campagna militare contro l'Impero francese, il 9 aprile 1813 presentò le proprie dimissioni dalla guida del governo ma queste gli vennero negate e rimase in carica anche se solo formalmente sino alla propria morte.
Morì a San Pietroburgo il 3 gennaio 1826 e venne sepolto a Gomel, nella cattedrale di Pietro e Paolo. L'esploratore e naturalista Otto von Kotzebue battezzò in suo onore la farfalla Papilio rumanzovia e la palma Syagrus romanzoffiana da lui scoperte.